# Макалестер (Оклахома)
Макалестер (англ. McAlester) — місто (англ. city) в США, в окрузі Піттсбург штату Оклахома. Населення — 18 171 особа (2020).

## Географія
Макалестер розташований за координатами 34°55′37″ пн. ш. 95°46′12″ зх. д. / 34.92694° пн. ш. 95.77000° зх. д. (34.926816, -95.769944). За даними Бюро перепису населення США в 2010 році місто мало площу 41,75 км², з яких 41,40 км² — суходіл та 0,34 км² — водойми.

## Демографія
Згідно з переписом 2010 року, у місті мешкали 18 383 особи в 6793 домогосподарствах у складі 4304 родин. Густота населення становила 440 осіб/км². Було 7685 помешкань (184/км²).
Расовий склад населення:
| - 70,4 % — білих - 12,7 % — корінних американців - 7,1 % — чорних або афроамериканців - 0,7 % — азіатів - 0,1 % — вихідців з тихоокеанських островів - 2,2 % — осіб інших рас |

До двох чи більше рас належало 6,9 %. Частка іспаномовних становила 6,5 % від усіх жителів.
За віковим діапазоном населення розподілялося таким чином: 22,1 % — особи молодші 18 років, 62,2 % — особи у віці 18—64 років, 15,7 % — особи у віці 65 років та старші. Медіана віку мешканця становила 37,1 року. На 100 осіб жіночої статі у місті припадало 109,1 чоловіків; на 100 жінок у віці від 18 років та старших — 110,7 чоловіків також старших 18 років.
Середній дохід на одне домашнє господарство становив 54 022 долари США (медіана — 41 112), а середній дохід на одну сім'ю — 62 490 доларів (медіана — 52 080). Медіана доходів становила 42 780 доларів для чоловіків та 31 681 долар для жінок. За межею бідності перебувало 23,0 % осіб, у тому числі 31,3 % дітей у віці до 18 років та 15,0 % осіб у віці 65 років та старших.
Цивільне працевлаштоване населення становило 7193 особи. Основні галузі зайнятості: освіта, охорона здоров'я та соціальна допомога — 19,6 %, мистецтво, розваги та відпочинок — 12,8 %, публічна адміністрація — 12,2 %.

## Персоналії
- Майкл Вілсон (1914—1978) — американський сценарист.